# Asthena undulata
Asthena undulata är en fjärilsart som beskrevs av Alfred Ernest Wileman 1915. Asthena undulata ingår i släktet Asthena och familjen mätare. Inga underarter finns listade i Catalogue of Life.